# Afrinat International Airlines
Afrinat International Airlines – gambijska linia lotnicza z siedzibą w Bakau.

## Flota
- 1 McDonnell Douglas DC-9-30 (C5-AEA)